# 心 (星官)

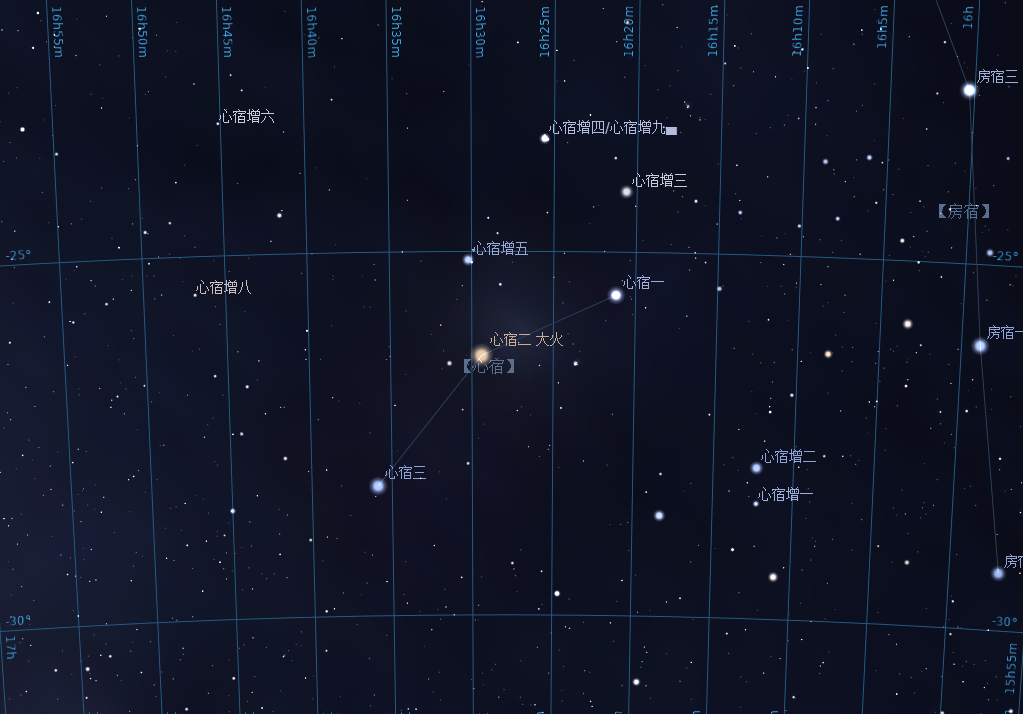
心宿

心是中国古代星官之一，属于二十八宿的心宿，位于现代星座划分的天蝎座，含有3颗恒星，其中最亮星为心宿二，又称大火星，为全天第十四亮星。
清代的星表《仪象考成》及《仪象考成续编》新增9星，位于现代星座的蛇夫座和天蝎座。

## 所含恒星[1]
| 中文名称 | 对应西方名称        |
| -------- | ------------------- |
| 心宿一   | σ Sco（天蠍座σ）    |
| 心宿二   | α Sco（天蠍座α）    |
| 心宿三   | τ Sco（天蠍座τ）    |
|          |                     |
| 心宿增一 | c1 Sco（天蠍座 c1） |
| 心宿增二 | c2 Sco（天蠍座 c2） |
| 心宿增三 | ο Sco（天蠍座ο）    |
| 心宿增四 | ρ Oph（蛇夫座ρ）    |
| 心宿增五 | i Sco（蛇夫座i）    |
| 心宿增六 | 15 Oph（蛇夫座15）  |
| 心宿增七 | 18 Oph（蛇夫座18）  |
| 心宿增八 | 25 Sco（天蠍座25）  |
| 心宿增九 | ρ Oph（蛇夫座ρ）    |